# Stemma di Maiori
Lo stemma della città di Maiori è costituito da uno scudo sannitico di sfondo azzurro, timbrato da una corona turrita da città d'Italia, dove sono rappresentate una corona a cinque punte che sovrasta una pianta di maggiorana. Adornano lo scudo un ramo d'alloro ed uno di quercia sostenuti da un nastro tricolore.

## Storia
Dalla sua fondazione Maiori si è fregiata di almeno cinque stemmi:

### Primo stemma
Il primo stemma civico di cui si ha notizia risale al XVII secolo. Ancora visibile su due delle sculture di piperno realizzate alla base di un antico arco conservato nella Piazza del Sedile, fu adottato ufficialmente in seguito al conferimento del titolo di Città Regia rilasciato dal Re di Spagna Filippo IV d'Asburgo nel 1662. Dai residui di blasonatura pervenutici si può evincere che almeno in parte lo stemma fosse formato da uno scudo che riportava una pianta di maggiorana (nome scientifico Origanum majorana), che richiama il nome di Maiori (anticamente Reginna Major), sormontata da una corona non meglio identificata.

### Secondo stemma
(Antonio Guerritore, Gli stemmi civici dell'antica repubblica amalfitana, Roma, Collegio Araldico, 1920.)
Il secondo stemma di cui si ha notizia risale al secolo successivo, come si evince da dei sigilli a secco ritrovati successivamente dagli storici, da atti preliminari del catasto o da una raccolta di stemmi comunali redatta nel 1818. Similmente al precedente reca all'interno del suo scudo azzurro un vaso d'oro dal quale nasce una pianta di maggiorana sovrastata da una corona a cinque punte.

### Terzo stemma
(Filippo Cerasuoli, Scrutazioni storiche, archeologiche, topografiche della vetusta città di Maiori, 1876.)
Questo stemma successivo richiama i precedenti per la presenza della corona e della maggiorana ma presenta novità come le cinque stelle, che simboleggiano le cinque frazioni di Maiori (Erchie, San Pietro, Santa Maria delle Grazie, Vecite, Ponteprimario), e come l'aquila, che con molta probabilità si riferisce ad una poiana comune, pennuto tipico della zona.

### Quarto stemma

Quarto stemma di Maiori.

Il quarto stemma, significativamente più recente dei precedenti, sostituì il predecessore dopo l'alluvione del 25 ottobre 1954 per volontà del sindaco, appena entrato in carica, Franco Ulderico Forcellino, maestro della scuola di pittori di Maiori I Costaioli.
Questo stemma, completamente distante dai precedenti, consiste in uno scudo inglese inquartato, timbrato da una corona muraria da comune, dove per ogni campo si vuole rappresentare un diverso aspetto della storia maiorese: nel primo campo è presente un castello, posto su di un monte, al naturale, (rappresenta la capacità difensiva della città), nel secondo campo è invece presente, su sfondo azzurro, una scimitarra al naturale raffigurata come se fosse la banda del suo campo, posta con il manico verso il basso (rappresenta la lotta contro i saraceni), il terzo campo presenta, sempre su sfondo azzurro, un ippocampo al naturale che volge lo sguardo verso sinistra mentre il quarto ed ultimo campo presenta, su sfondo oro, una ruota di mulino al naturale (entrambi i simboli rappresentano l'impegno marittimo dell'economia locale).
Durante il periodo di utilizzo di questo stemma, il gonfalone del comune era blasonato come "drappo partito di rosso e d'azzurro riccamente ornato di ricami d'argento".

### Quinto stemma

Quinto stemma di Maiori.

L'odierno stemma di Maiori, adottato ufficialmente con decreto del Presidente della Repubblica Sergio Mattarella del 27 ottobre 2015, è stato progettato e miniato nel 2014 con ricerche in Italia e Spagna dallo storico-araldista Maurizio Ulino, incaricato dalla giunta del sindaco Antonio Della Pietra, in seguito alle azioni del governo cittadino volte a far riottenere a Maiori lo status di Città d'Italia, perso con la caduta della monarchia nel Paese; Il suo blasone ufficiale è:
Lo stemma rappresenta un ritorno alle origini; riprende infatti i temi fondamentali degli stemmi più antichi della città, ossia il ricorrente sfondo azzurro, la pianta di maggiorana (spezia molto ricercata nel Medioevo e coltivata nell'agro di Maiori), e la corona a cinque punte.
Con lo stesso decreto è stato concesso il gonfalone civico: